# 南太田 (横浜市)

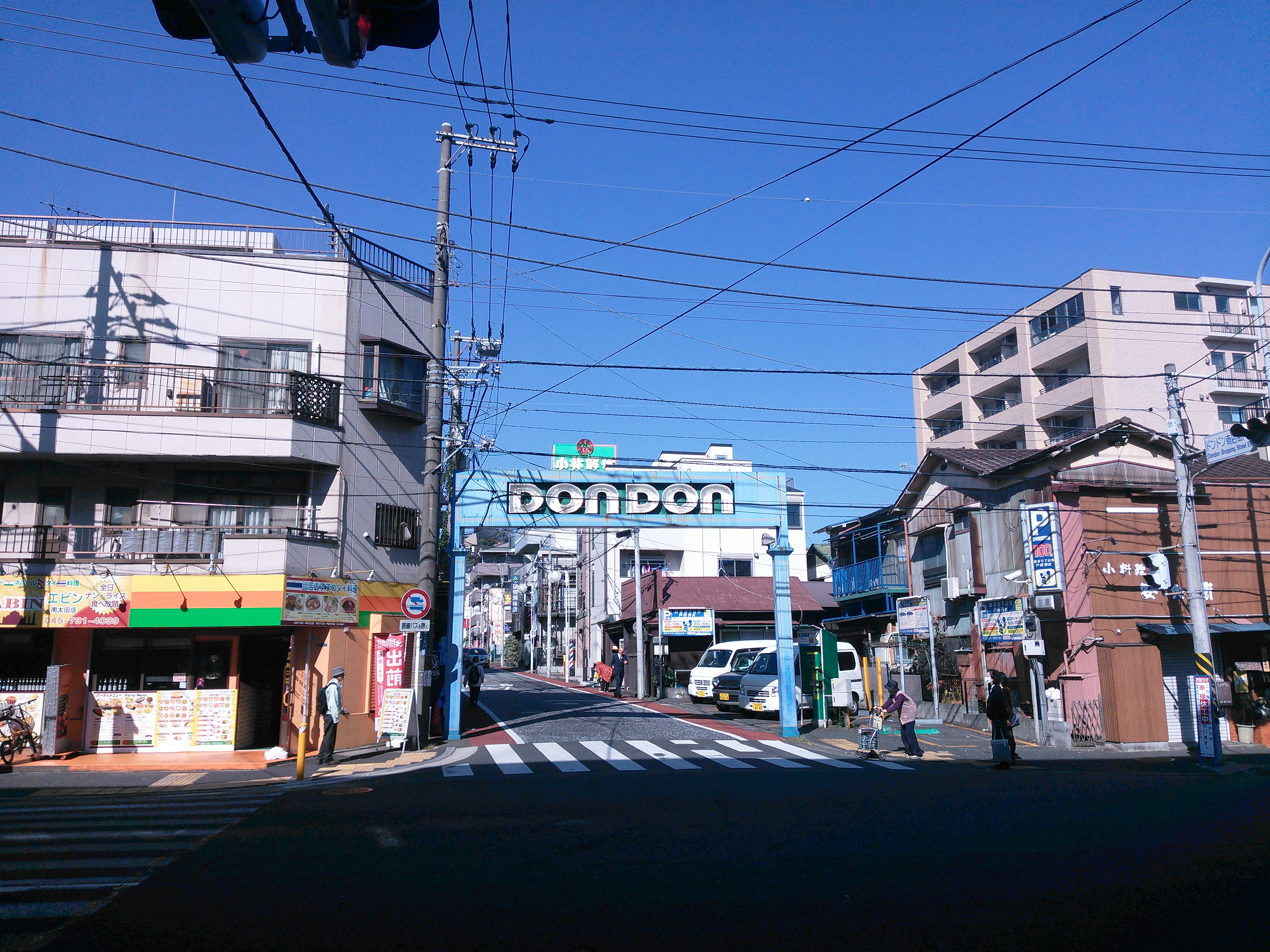
ドンドン商店街（南太田1丁目、）

南太田（みなみおおた）は、神奈川県横浜市南区の地名。元の南太田町（みなみおおたまち）で1995年（平成7年）に住居表示が実施されて南太田一丁目から南太田四丁目となった。郵便番号は232-0006。本項では「歴史」の節で住居表示実施以前の南太田町、さらにその前身の久良岐郡戸太町大字太田、久良岐郡太田村についても述べる。

## 地理
南区の北部に位置し、清水ヶ丘と呼ばれる高台と大岡川にはさまれた区域を占める。元の南太田町は現在の中区および西区の一部にまたがる広がりを持っていたが、1935年（昭和10年）に実施された横浜市の第2次市区改正で多くの新町が起立した結果、ほぼ現在の南太田一丁目から南太田四丁目と同じ範囲に縮小した。
域内を京急本線が通過し、これに平戸桜木道路（県道218号）が並行する。また、環状1号が南太田四丁目と永田東一丁目との境界となっており、井土ヶ谷切通しを経て保土ケ谷区方面との交通がある。
平戸桜木道路沿いには商店や事務所などが多く立地し、南太田駅周辺には商店街が形成されている。平戸桜木道路の南側には横浜市立横浜商業高等学校や横浜市立南太田小学校が、また隣接する清水ケ丘には神奈川県立横浜清陵総合高等学校があり、文教地区の性格も持つが、台地末端の急傾斜地も含めてほぼ全域が宅地化されている。

### 河川
- 大岡川

### 面積
面積は以下の通りである。
| 丁目         | 面積（km²） |
| ------------ | ----------- |
| 南太田一丁目 | 0.218       |
| 南太田二丁目 | 0.185       |
| 南太田三丁目 | 0.093       |
| 南太田四丁目 | 0.158       |
| 計           | 0.654       |

### 地価
住宅地の地価は、2025年（令和7年）1月1日の公示地価によれば、南太田3-7-12の地点で30万8000円/m²、南太田4-23-6の地点で29万2000円/m²となっている。

## 歴史
現在の南太田一丁目から南太田四丁目の大部分は江戸時代の武蔵国久良岐郡太田村の一部である。元の太田村は江戸時代初期まで入り江をなしていた大岡川の河口に臨み、台地末端の崖下に集落が散在して台地を刻む谷戸を水田として利用する農村であった。大岡川河口の入り江では既に土砂の堆積が進んでいたことから、江戸時代初期に対岸の中村との間を埋め立てる新田開発が行われて吉田新田が成立している。
太田村は江戸時代を通じて幕府直轄領（天領）であったが、1859年（安政6年）に横浜港が開かれると、開港場に隣接した太田村の野毛山南麓（現日ノ出町）に太田陣屋が設けられた。陣屋内には1866年（慶応2年）に歩兵・騎兵伝習所が、また1870年（明治3年）には県吏員の子弟への漢学教授を目的とする文学所が設けられている。この間、横浜の市街地拡大とともに、1869年（明治2年）に黄金町が、次いで1871年（明治4年）には日ノ出町、三春町、英町（はなぶさちょう）、霞町、清水町、初音町、児玉町が起立して太田村から分離した。1876年（明治9年）にこれらの町と太田村との間で境界の変更があったのち、これらの町は1878年（明治11年）の郡区町村編制法により横浜区の一部となった。1889年（明治22年）には市制施行により市制当初の横浜市の一部となっている。
太田村の残存区域は1889年（明治22年）の町村制施行の際に戸部町、吉田新田、平沼新田、尾張屋新田と合併して戸太村（とだむら）となり、同村の大字太田となった。戸太村は1895年（明治28年）に町制施行して戸太町となったのち、1901年（明治34年）に横浜市に編入された。横浜市への編入に際して、関内の既存市街地に既に「太田町」が存在したことから南太田町と改称した。
横浜市への編入後、1928年（昭和3年）および1935年（昭和10年）の2次にわたる市区改正で多くの新町が起立して分離し、「南太田町」は元の太田村のごく一部を占めるだけになった。1935年の市区改正の際には「南太田町」として残った区域が字1丁目から字4丁目に分けられている。
1945年（昭和20年）4月15日・16日にかけては、川崎を空襲にやってきた米軍のB-29爆撃機（第313航空団第9爆撃群所属、機体番号42-93962）が火だるまになって落下し、南太田町2丁目と3丁目の境付近の丘（京浜急行のガードがある辺りで今はマンションが建っている）に墜落して爆発炎上、破片は四散した。その際の火災に巻き込まれて近くの防空壕に避難していた市民25名が焼死した。搭乗員は9名が死亡。現場には焼け焦げた搭乗員の遺体やバラバラの手足などが落ちていたという。戦後の米軍の調査では、軍曹1名の遺体は墜落現場付近で発掘されたが、他の遺体は確認することができなかった。残りの3人は墜落前にパラシュートで降下したが、機長はパラシュートが開かず中区長者町で墜落死した。1人は南区唐沢で捕まり、大船海軍捕虜収容所を経て戦後米国に帰還した。もう1人は南区中村町4丁目で捕まり、東京陸軍刑務所収容中に空襲による火災で死亡した。
1995年（平成7年）の住居表示実施により南太田一丁目から南太田四丁目が設置されたが、その区画は従来の字1丁目から字4丁目とは若干異なる部分がある。

### 貧民窟
日本大学教授・井上貞蔵は1927年（昭和2年）出版の自身の著書『一経済学徒の断草』の中で、（当時の）南太田町内の貧民部落を指摘している。同書によると、「南太田町の貧民窟は、山越しに保土ケ谷へ近い所だ。昔は乞食の巣窟で、堀立小屋ばかりであった。それで乞食谷戸の俗称が未だに残っている」という。

### 沿革
- 江戸時代 - 武蔵国久良岐郡太田村。幕府直轄領（天領）。
- 1859年（安政6年） - 横浜開港に合わせ、幕府が太田陣屋を設置。
- 1868年（慶応4年・明治元年） - 新政府直轄。神奈川府設置とともに同府に所属。9月に神奈川県と改称。
- 1869年（明治2年） - 黄金町が起立。
- 1871年（明治4年） - 日ノ出町、三春町、英町、霞町、清水町、初音町、児玉町が起立。
- 1876年（明治9年） - 一部が月岡町に。児玉町、久保町[注 1]、および黄金町、三春町、初音町、清水町の各一部を編入。
- 1878年（明治11年） - 郡区町村編制法
  - 黄金町以下の区域が横浜区の一部となる。
  - 太田村の残存区域が久良岐郡太田村となる。
- 1889年（明治22年）4月1日 - 市制・町村制施行
  - 横浜区が横浜市となる。
  - 久良岐郡太田村が同郡戸部町、吉田新田、平沼新田、尾張屋新田と合併して久良岐郡戸太村となり、旧太田村は同村の大字太田となる。
- 1895年（明治28年）7月1日 - 戸太村が町制施行し戸太町となる。
- 1901年（明治34年）4月1日 - 戸太町が横浜市へ編入。旧戸太村大字太田の区域は横浜市南太田町となる[9]。
- 1928年（昭和3年） - 市区改正により南太田町の一部が日ノ出町、黄金町、前里町、西中町となる。
- 1928年（昭和3年）10月1日 - 横浜市が区制実施。南太田町および黄金町以下の各町は中区に所属する[10]。
- 1935年（昭和10年）7月1日 - 第2次市区改正により南太田町の一部が老松町、境之谷、元久保町、日ノ出町、西中町、井土ヶ谷町、永田町、庚台、清水ケ丘、赤門町、霞ヶ丘、東ヶ丘、三春台となる。南太田町の残存区域を字1丁目〜字4丁目に編成[11]。
- 1943年（昭和18年）12月1日 - 中区から南区が分区。南太田町、清水ヶ丘、庚台、三春台、西中町、前里町が南区に所属する[12]。
- 1944年（昭和19年）4月1日 - 中区から西区が分区。赤門町（字2丁目）、霞ヶ丘、東ヶ丘、境之谷、元久保町、老松町が西区に所属する。
- 1995年（平成7年）10月16日 - 南太田町で住居表示を実施。南太田一丁目から南太田四丁目となる。南太田町は消滅[13]。

### 町名の変遷
| 実施後       | 実施年月日                | 実施前（各町名ともその一部）                                                               |
| ------------ | ------------------------- | ------------------------------------------------------------------------------------------ |
| 南太田一丁目 | 1995年（平成7年）10月16日 | 庚台、山王町、宿町、白金町、西中町、花之木町、日枝町、前里町、南太田町、南吉田町（各一部） |
| 南太田二丁目 | 1995年（平成7年）10月16日 | 井土ケ谷下町、清水ケ丘、花之木町、南太田町（各一部）                                       |
| 南太田三丁目 | 1995年（平成7年）10月16日 | 井土ケ谷下町、南太田町（各一部）                                                           |
| 南太田四丁目 | 1995年（平成7年）10月16日 | 井土ケ谷下町、井土ケ谷中町、南太田町（各一部）                                             |

## 世帯数と人口
2025年（令和7年）6月30日現在（横浜市発表）の世帯数と人口は以下の通りである。
| 丁目         | 世帯数    | 人口    |
| ------------ | --------- | ------- |
| 南太田一丁目 | 2,231世帯 | 3,539人 |
| 南太田二丁目 | 1,132世帯 | 1,873人 |
| 南太田三丁目 | 666世帯   | 1,158人 |
| 南太田四丁目 | 1,269世帯 | 1,984人 |
| 計           | 5,298世帯 | 8,554人 |

### 人口の変遷
国勢調査による人口の推移。
| 年                 | 人口  |
| ------------------ | ----- |
| 1995年（平成7年）  | 8,115 |
| 2000年（平成12年） | 8,367 |
| 2005年（平成17年） | 8,157 |
| 2010年（平成22年） | 8,260 |
| 2015年（平成27年） | 8,371 |
| 2020年（令和2年）  | 8,594 |

### 世帯数の変遷
国勢調査による世帯数の推移。
| 年                 | 世帯数 |
| ------------------ | ------ |
| 1995年（平成7年）  | 3,464  |
| 2000年（平成12年） | 3,822  |
| 2005年（平成17年） | 3,844  |
| 2010年（平成22年） | 4,135  |
| 2015年（平成27年） | 4,366  |
| 2020年（令和2年）  | 4,785  |

## 学区
市立小・中学校に通う場合、学区は以下の通りとなる（2024年11月時点）。
| 丁目         | 番地     | 小学校                 | 中学校               |
| ------------ | -------- | ---------------------- | -------------------- |
| 南太田一丁目 | 全域     | 横浜市立南太田小学校   | 横浜市立蒔田中学校   |
| 南太田二丁目 | 全域     | 横浜市立南太田小学校   | 横浜市立蒔田中学校   |
| 南太田三丁目 | 全域     | 横浜市立南太田小学校   | 横浜市立蒔田中学校   |
| 南太田四丁目 | 1〜37番  | 横浜市立南太田小学校   | 横浜市立蒔田中学校   |
| 南太田四丁目 | 38〜40番 | 横浜市立富士見台小学校 | 横浜市立岩井原中学校 |

## 事業所
2021年（令和3年）現在の経済センサス調査による事業所数と従業員数は以下の通りである。
| 丁目         | 事業所数  | 従業員数 |
| ------------ | --------- | -------- |
| 南太田一丁目 | 155事業所 | 1,498人  |
| 南太田二丁目 | 50事業所  | 475人    |
| 南太田三丁目 | 49事業所  | 226人    |
| 南太田四丁目 | 49事業所  | 331人    |
| 計           | 303事業所 | 2,530人  |

### 事業者数の変遷
経済センサスによる事業所数の推移。
| 年                 | 事業者数 |
| ------------------ | -------- |
| 2016年（平成28年） | 284      |
| 2021年（令和3年）  | 303      |

### 従業員数の変遷
経済センサスによる従業員数の推移。
| 年                 | 従業員数 |
| ------------------ | -------- |
| 2016年（平成28年） | 2,083    |
| 2021年（令和3年）  | 2,530    |

## 経済

### 地主・家主
『日本紳士録』によると、南太田の地主には大山、小岩井、志村、増田、村田などが、家主には増田などがいた。

## 交通

### 鉄道
- 京浜急行電鉄本線 - 南太田駅

### 道路
- 金沢道・浦賀道
- 神奈川県道218号弥生台桜木町線（平戸桜木道路）
- 横浜市主要地方道84号保土ヶ谷宮元線（環状1号）
- 首都高速神奈川3号狩場線 - 当区域内に出入り口はない。

## 施設

### 公共施設
- 南警察署 南太田交番
- 横浜南太田郵便局

### 教育機関
小学校
- 横浜市立南太田小学校

高等学校
- 横浜市立横浜商業高等学校

### 寺院・神社
- 常照寺
- 大光寺
- 妙法寺
- 杉山神社（横濱水天宮）

### 公園
- 南太田四丁目公園

## 出身・ゆかりのある人物

### 政治・経済
- 秋山鹿吉（神奈川県多額納税者、工業）[23]
- 大山三四郎（神奈川県多額納税者、地主）[23]
- 上郎幸八（貸金業、資産家）[25] - 住所が南太田町[25]。上郎清助の養父。
- 上郎清助（神奈川県多額納税者、資産家[25]、貴族院議員、上信銀行頭取[26]）
- 小岩井義八（神奈川県多額納税者、地主、貸地業、横浜市会議員）
- 小岩井貞夫（神奈川県多額納税者[23]、地主、横浜市会議員）
- 佐藤繁次郎（神奈川県多額納税者、工業）[23]
- 志村佐一（神奈川県多額納税者、地主）[23]
- 村田重義（神奈川県多額納税者、地主）[23]
- 増田與一（増田製粉所取締役）

### 学術
- 石橋絢彦（土木工学者、工学博士[27]）

### 文学
- 北村初雄（詩人）

### 芸能
- 2代目大江美智子（女優）

## その他

### 日本郵便
- 郵便番号 : 232-0006[3]（集配局：横浜南郵便局[28]）

### 警察
町内の警察の管轄区域は以下の通りである。
| 丁目                 | 番・番地等 | 警察署   | 交番・駐在所 |
| -------------------- | ---------- | -------- | ------------ |
| 南太田一丁目〜四丁目 | 全域       | 南警察署 | 南太田交番   |